# I Gotta Feeling
«I Gotta Feeling» (en español: «Tengo un sentimiento») es una canción interpretada por el grupo The Black Eyed Peas incluida en su quinto álbum de estudio The E.N.D. La canción se publicó como el segundo sencillo del álbum en junio de 2009 en radios estadounidenses.
El productor principal es Will.i.am, Sin embargo cuenta con la colaboración del DJ francés David Guetta. La canción fue mezclada por Dylan "3-D" Dresdow y masterizada por Chris Bellman. La canción tiene un fiestero ritmo pop muy bailable y llamativo. Por lo que se desprende un poco de la electrónica de los Black Eyed Peas.
"I Gotta Feeling" logró tener el debut más alto del grupo en los Billboard Hot 100, entrando directamente en el número 2. y más tarde, subiría al primer lugar. "I Gotta Feeling" acabó con las 12 semanas en el número uno del anterior single de la banda "Boom Boom Pow", cuando alcanzó el número 1 en la lista del Hot 100 la semana del 11 de julio de 2009. Esto hace que la banda sea el cuarto grupo en sustituirse a sí mismo en el número uno después de The Beatles, Boyz II Men y Outkast. También rompió el récord de "Boom Boom Pow", canción reinante por doce semanas, ya que "I Gotta Feeling" reinó catorce semanas consecutivas, que en promedio suman siete meses en el número 1. Por eso, los Black Eyed Peas establecieron el récord del periodo más largo en dicho lugar.
"I Gotta Feeling" se ha convertido en el mejor éxito de este grupo.
La canción muestra partes de la melodía de "Love Is Gone" de David Guetta, quien hace un cameo en el video de "I Gotta Feeling" junto a Kid Cudi y Katy Perry. También fue utilizada durante la apertura del Miss Universo 2009. El 8 de septiembre de 2009, la canción fue cantada por los Black Eyed Peas en la grabación de la fiesta de inicio de la temporada 24 de The Oprah Winfrey Show, con más de 21 000 aficionados realizando una coreografía, que sería uno de los flash-mobs más grandes de la historia.
"I Gotta Feeling" ha vendido alrededor de catorce millones de copias mundialmente, por lo que el hit se alza como la décima canción con más ventas de todos los tiempos.
En septiembre de 2013, la revista Billboard posicionó a "I Gotta Feeling" en el lugar número 6 de las mejores canciones de la historia del Hot 100.

## Información

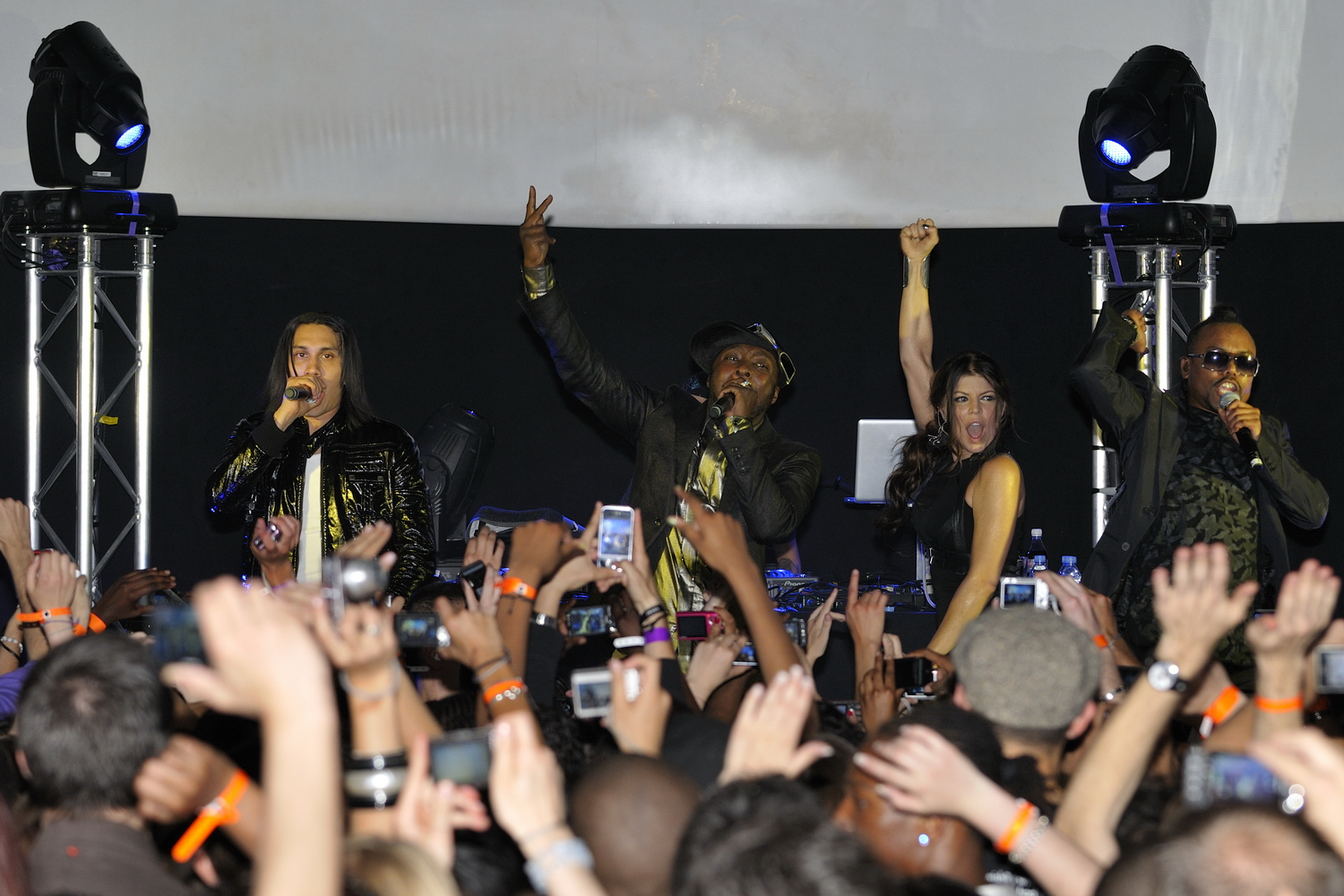
Los Black Eyed Peas cantando «I Gotta Feeling»

La letra de "I Gotta Feeling" trata principalmente de fiesta y de disfrutar. Los Black Eyed Peas han dicho que en el momento de escribir la canción se sentían con ganas de disfrutar y pasarla bien. Además, que sus ritmos electrónicos se oyen aún mejor con tonadas fiesteras.
En la página oficial de Will.i.am en Dipdive, él escribió los sentimientos que quería transmitir con esta canción y lo que representaba para el grupo. Will.I.Am, miembro de la banda, declaró lo siguiente:
"Es una canción creada para cuando conduzca hacia algún club... Es una canción para escuchar después de un largo día o semana en el trabajo... Es una canción que me hace eliminar el estrés".
En junio de 2009, la canción llegó vertiginosamente a la cima del Top 100 de iTunes, consiguiendo ser la única canción en desbancar a "Boom Boom Pow". Después, la cadena CBS seleccionó la canción para su campaña de verano. También fue utilizada para anunciar la venta de la versión de lujo de su nuevo álbum The E.N.D. en Target. Esta canción fue presentada en las finales de la NBA 2009.
En agosto del 2009 se hizo canción oficial del curso de verano Explore 2009 del colegio Grant MacEwan de Edmonton, Alberta, Canadá.

"I Gotta Feeling" fue el tema elegido para la candidatura olímpica de Madrid 2016 bajo el lema "Tengo una corazonada".
El 8 de septiembre de 2009, la canción fue cantada (con ligeras modificaciones) por Black Eyed Peas en la grabación de la fiesta de inicio de la temporada 24 de The Oprah Winfrey Show, con más de 21.000 aficionados realizando un flash-move en la Milla Magnífica parte de la Avenida Michigan en Chicago, Illinois. También interpretaron la canción en la 52.ª Entrega de los premios Grammy, cuya ceremonia de anuncio de candidatura se conoce como Grammy Nominations Concert Live! - Cuenta regresiva para una gran noche de música, junto con David Guetta (una edición remix de David Guetta aparece en su último disco, One Love). Por otra parte, el grupo interpretó la canción en un comercial para las tiendas Target. Los Black Eyed Peas también cantaron la canción durante un concierto en Mont Kiara, Kuala Lumpur, Malasia en 2009. Siendo los actores de medio tiempo para el Super Bowl XLV, los Peas cantaron "I Gotta Feeling", ante más de 100.000 aficionados en el estadio de los Cowboys. El 29 de abril de 2011, interpretaron la canción en el "i.am.FIRST" en el caso de la Competición de Robótica FIRST campeonatos del mundo.

## Video musical

### Antecedentes
Una versión sin finalizar del video se filtró el 29 de mayo de 2009. La versión oficial finalizada fue lanzada el 2 de junio en Dipdive junto con la nueva página web del grupo.
Hay dos videos de la canción "I Gotta Feeling", uno es la versión explícita y el otro es una versión para promocionar el single. En la versión explícita se pueden ver varios desnudos, por lo que la otra versión se hizo para evitar la controversia.
El video es dirigido por Mikey Mee de poco Minx y cuenta con invitados como David Guetta, Kid Cudi, Katy Perry, Chantal Jones, miembros del indie rock banda de chismes, el dúo de diseñadores Dean y Dan Caten de Dsquared 2 y algunas conocidas personalidades de la comunidad LGBT, incluyendo Ongina de RuPaul de Drag Race fama. The Black Eyed Peas también filmó un anuncio para Target con esta música muy similar a la forma de un video musical.

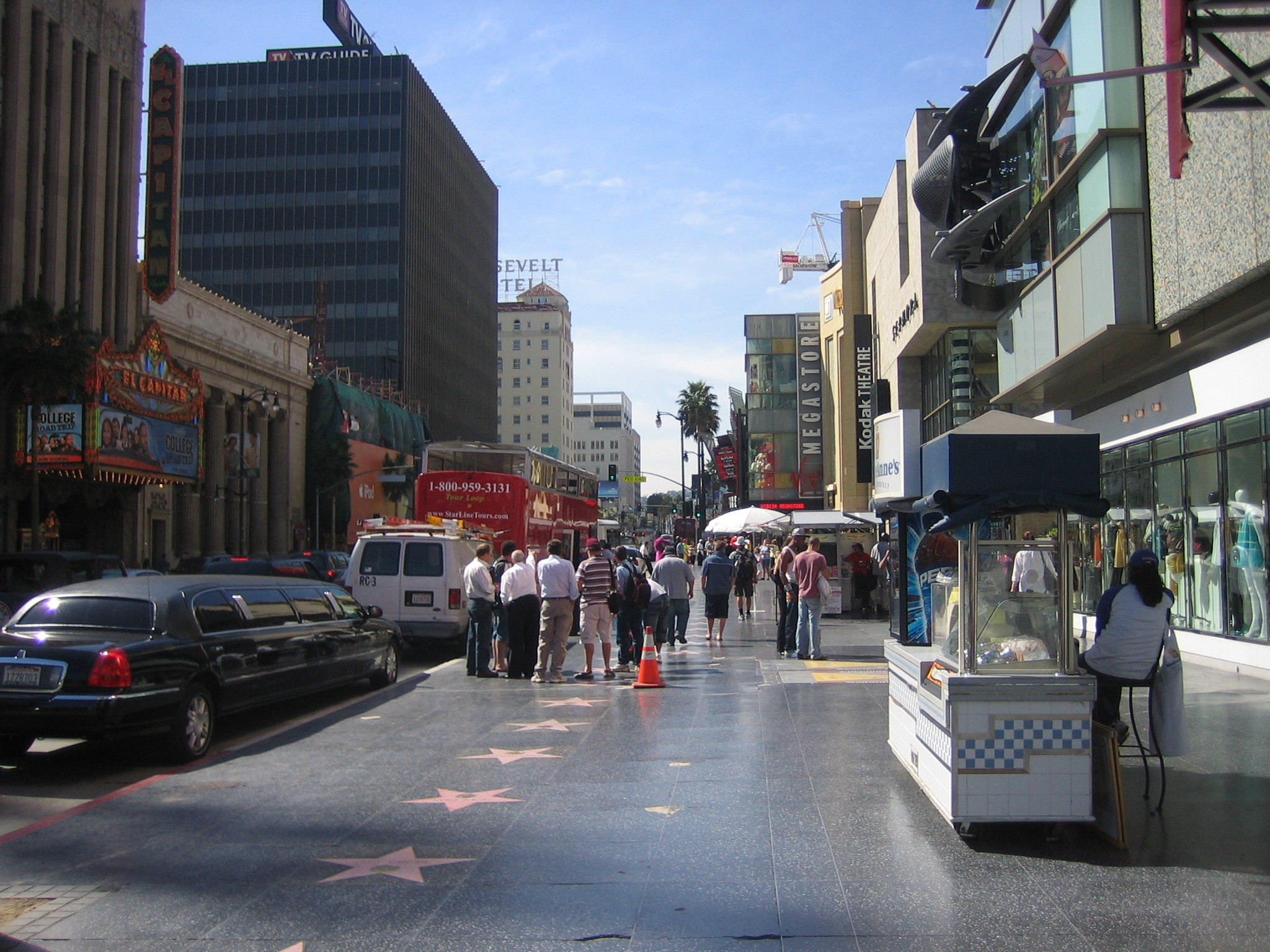
Gran parte del video musical de «I Gotta Feeling» tiene escenas en Hollywood Boulevard

### Sinopsis
El video comienza con algunas escenas en Hollywood Boulevard. A continuación, se muestra a will.i.am peinándose y a Fergie poniéndose maquillaje. También muestra a Taboo y Apl.de.ap preparándose para la fiesta. Después de 1:30 repitiendo la frase "I Gotta Feeling; That's Gonna Be A Good Night" y con la melodía de Love is Gone de fondo, comienza el explosivo coro y con él una alocada fiesta en donde los Black Eyed Peas y muchas personas más bailan sin parar. En el verso cantado por Fergie se muestran algunas imágenes de la cantante coqueteando con otras mujeres y alocándose, a su vez, con estas. Hay algunas escenas que muestran a lesbianas, transformistas y prostitutas. Al mismo tiempo, aparece Katy Perry bailando en la fiesta. El video continúa con los Peas en una discotecas con las caras y el pelo pintado con brillo, esta es otra fiesta, más oscura, con luces y láseres a su alrededor.
Luego, en la última estrofa, vuelven a la primera fiesta y esta vez todos se ven más extasiados y locos, bailan, corren y se caen. En el final de la fiesta, todos se sacan una foto. El video finaliza con un enorme letrero que dice "The E.N.D", que puede aludir a que es el final del video o hace referencia a The E.N.D., el álbum de Black Eyed Peas en donde se encuentra «I Gotta Feeling». La versión en limpio es la única versión disponible en iTunes.
También aparecen David Guetta y Kid Cudi.

## Recepción

### Crítica
Billboard dio a la canción una crítica positiva, diciendo que Black Eyed Peas demostraron con sus enormes listas de ventas internacionales con Boom Boom Pow, que son un grupo que hay que tener en cuenta. Más aún cuando lanzan sencillos como I Gotta Feeling, un rotundo éxito que puede ser su versión más corriente de un palpitante ritmo Pop, gracias a la cortesía del famoso club del DJ David Guetta, los Black Eyed Peas hicieron de una melodía simple uno completo y eficaz éxito, que con mensaje:. "Esta noche va a ser una buena noche." Demuestran lo que pueden hacer en la cima de una fiesta, ahora que están en la cima, para demostrar que pueden ponerlo en marcha incluso antes ". Bill Lamb de About.com dio a la canción 4 de 5 estrellas, al comentar la sensación de bienestar el estado de ánimo y el cambio de ritmo distintos, encontrando como una gran opción para el verano. En general, cree que "Boom Boom Pow" y "I Gotta Feeling" entregar las contribuciones que hacen obvio que los Black Eyed Peas siguen siendo un grupo de cuatro personas ue hacen un buen trabajo en Pop y el Hip-hop. En general, los críticos también encuentran que "I Gotta Feeling" tiene un tono tan peculiar como su predecesor, algunas dijeron que:
Hecha a raíz de la melodía de David Guetta de la canción "Love is Gone", que comienza de una forma relativamente moderada antes de repente transformándose en una palpitante rave-up... y procede a revolotear entre tempos para el resto de sus cinco minutos de duración. Un poco como Girls Aloud ' Biología ', que es un azar, sino que loco batiburrillo de ideas musicales que realmente sólo tiene sentido después de unos pocos minutos escucha, pero no hay duda de The Black Eyed Peas todavía saben cómo hacernos bailar.
Sin embargo, la comedia del sitio web Cracked.com dio a la canción una revisión más mordaz, con el odio por los números de host Gladstone encontrar la repetición de los coros esta noche va a ser una buena noche que permanece durante aproximadamente un minuto y medio pesado. Además sostuvo y dijo que"no me importa cuántos miembros de la banda describan su intención de bailar y de hacer una fiesta, en este punto, lo único que importa es que empiece de una vez la canción" La revisión también criticó el uso de auto-tune, letras de canciones, rimas con la misma palabra en sí ("Up" y "Up"), nombrar los días de la semana (que se consideraba comparable a "Nombrar el alfabeto") y la religión judía frases que se utilizan fuera de contexto. Noel Fielding prologó su actuación de la introducción de la canción en el Intros Ronda diciendo: "Esta es la música que me dan ganas de matarme a mí mismo ", lo que ilustra el relato posterior de la muñeca con el mimo y el endurecimiento ponerse una soga al cuello.
Bill Lamb, de About.com, dio a la canción cuatro de cinco estrellas comentando sentirse bien con solo escuchar la canción y que es una gran opción para el verano, pero hace caso omiso de la falta de lírica musical o la profundidad y el cansancio por el uso de Auto-Tune. En general, piensa que "Boom Boom Pow" y "I Gotta Feeling" hacen evidente que Black Eyed Peas siguen siendo un grupo de cuatro personas y que se trata de un éxito internacional.

### Rendimiento en Listas
"I Gotta Feeling" logró tener el más alto debut del grupo en los Billboard Hot 100, debutando directamente en el número 2. y más tarde, subiría al primer lugar. "I Gotta Feeling" acabó con las 12 semanas en el número uno del anterior single de la banda "Boom Boom Pow", cuando alcanzó el número 1 en la lista del Hot 100 la semana del 11 de julio de 2009. Esto hace que la banda sea el cuarto grupo en sustituirse a sí mismo en el número uno después de The Beatles, Boyz II Men y Outkast.
La canción encabezó la tabla AT40 durante por siete semanas empatando a Lady Gaga con Poker Face. La canción alcanzó el n.º 1 en la cuenta regresiva de 22 de agosto de 2009, y terminó su larga semana de ejecución en la parte superior el 3 de octubre. En la semana siguiente, el 10 de octubre, "I Gotta Feeling" cayó al 4, y Taylor Swift se hizo cargo del primer lugar con " You Belong with Me ". La canción es actualmente la segunda más larga trazado único en el AT40 Hot AC. (14 semanas el 23 de octubre de 2010.)
"I Gotta Feeling" se ha convertido en el sencillo de Black Eyed Peas más exitoso, superando a más de 25 cartas a nivel internacional. Sustituyó a "Boom Boom Pow" en el número uno en el Canadian Hot 100 y en el ARIA Charts de Australia. Mientras en Nueva Zelanda, la canción debutaba en el número siete el 15 de junio de 2009, alcanzando el número 1 dos semanas más tarde, por lo que la canción es su quinto número 1 en Nueva Zelanda. I Gotta Feeling estuvo nueve semanas consecutivas en el número uno, convirtiéndose en su más larga duración allí. Fue certificado doble platino después de 22 semanas en las listas, vendiendo más de 30.000 copias.
En Irlanda, en su tercera semana en la carta de "I Gotta Feeling" saltó del número 18 al dos, debido a las ventas de descargas frecuentes, incluso más que su último sencillo, "Boom Boom Pow", que alcanzó el número tres. A la semana siguiente, subió al número 1 dándoles su cuarto número uno allí. La canción estuvo 12 semanas consecutivas en la cima de las listas de Irlanda.
En el Reino Unido, la canción debutó en el número 70 en junio de 2009 y entró en el top 40 de la lista de sencillos del Reino Unido en la semana que terminó el 11 de julio de 2009. Poco a poco se abrió camino y en su octava semana (2 de agosto de 2009), alcanzó el número uno en descargas (con su edición física desde el 10 de agosto). Esto le dio al grupo su segundo número consecutivo de The E.N.D., su tercer número uno global y su noveno éxito dentro del top 10 en el país. En la misma semana que llegó a la cima de la lista de sencillos del Reino Unido, "I Gotta Feeling" se convirtió en el nuevo número uno en el aquel país. A pesar de que fue derribado el puesto número uno de la lista de sencillos del Reino Unido por Tinchy Stryder la semana siguiente, recuperó su posición el 16 de agosto, siendo la segunda (y consecutiva) canción de Black Eyed Peas en haber tenido dos carreras por separado en el número uno, y una de las seis canciones que han logrado la hazaña en el siglo 21 (como "Boom Boom Pow"). La canción apareció en el top 10 de la lista de sencillos del Reino Unido durante 17 semanas, y se quedó en el top 40 durante más de medio año, finalmente cayendo al n.º 41 en el primer cuadro de marzo de 2010. Ahora se ha pasado 76 semanas en el Reino Unido Top 75 oficial, por lo que es el corredor más largo cuarto de todos los tiempos (63 de ellos están en la misma, que es el más largo de todos los tiempos ininterrumpidos), y 105 semanas en el Top 100. "I Gotta Feeling" ha vendido más de un millón de copias en el Reino Unido, vendiendo más que en última instancia y es el sencillo más vendido de 2009. También se anunció que la única quinta mejor venta de la década. "Boom Boom Pow" fue el séptimo sencillo más vendido del año, con alrededor de 600.000 copias vendidas, y Meet Me Halfway fue el décimo más vendido, con más de 500.000 copias. I Gotta Feeling es la primera canción que se descargaron más de un millón de veces. Para el 26 de junio de 2011 la canción había vendido 1,2 millones de copias, por lo que es certificado por la Industria Fonográfica Británica como doble disco de platino. A partir de julio de 2011, la canción pasó 109 semanas en la lista de sencillos del Reino Unido.

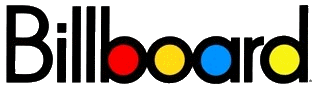
"I Gotta Feeling" es una de las canciones con más tiempo en el número 1 en toda la historia de Billboard. Por eso se ha convertido en la quinta canción más exitosa de todos los tiempos

### Éxito comercial y récords
"I Gotta Feeling"  rompió el récord de Boom Boom Pow, canción reinante durante 12 semanas, ya que "I Gotta Feeling" reinó catorce semanas consecutivas, que en promedio suman 7 Meses en el número 1. Por eso, Black Eyed Peas estableció el récord del periodo más largo en dicho puesto.
La canción se ha convertido en el más exitoso del grupo, además de ser el más descargado en toda la historia con más de 7 000 000 de copias solo en los Estados Unidos. El sencillo se mantuvo número uno en el "Hot 100" durante 14 semanas, que se extiende de ejecución de la banda en el número uno Hot 100 durante 26 semanas consecutivas recta y convertirse en el mayor éxito de la banda hasta la fecha. El 17 de octubre de 2009 la canción bajo del número 1 al número 5 por el sencillo "Down". Siendo el periodo más largo que un éxito era n.º 1 en 2009, y está empatado con otras cinco canciones como el segundo periodo más largo en toda la historia del Hot 100 en el número uno. También está igualado con We Belong Together de Mariah Carey, como los sencillos con más tiempo en el número uno del Billboard Hot 100 de la década de 2000.
La canción se había convertido en el segundo sencillo más exitoso del rubro digital, al vender 5.179.513 copias para febrero de 2010. Más tarde, el 25 de julio de 2010, ya estaba a punto de convertirse en la canción más vendida de la historia digital con 6.000.000 de descargas. Finalmente, para agosto de 2011, la canción había vendido 7.000.000 unidades digitales en los EE. UU., siendo la más descargada de todos los tiempos. La canción, hasta la fecha, ha vendido más de 7.500.000 copias solo en los Estados Unidos.
"I Gotta Feeling" fue la tercera canción más exitosa de la década en Australia, según se anunció el 7 de enero de 2010. El cuadro final de una década también reveló que la canción es el sencillo más exitoso del 2009. A partir de febrero de 2010, "I Gotta Feeling" tiene el récord como la canción más descargada en iTunes de todos los tiempos. Para el 3 de mayo de 2010, "I Gotta Feeling" había pasado 47 semanas consecutivas en el top 50 ARIA charts. "I Gotta Feeling" pasó más de un año (56 semanas) en el Billboard Hot 100. "I Gotta Feeling" pasó más de un año (76 semanas) en el Canadian Hot 100. "I Gotta Feeling" pasó más de un año (88 semanas) en la lista de sencillos de Alemania, por lo que es la quinta más larga en la historia en ese país.
En todo el mundo ha vendido casi 13 millones de unidades, convirtiéndose en una de las canciones más exitosas en la historia de la música popular.
Actualmente, la canción ha vendido casi 14.000.000 de copias[cita requerida].

## Lista de canciones
CD single (promo)
1. "I Gotta Feeling" (mezcla para radio) - 4:07
2. "I Gotta Feeling" (versión de álbum) - 4:54
3. "I Gotta Feeling" (instrumental) - 4:05

## Invasion Of I Gotta Feeling - Magamix E.P.
- Lanzamiento: 15 de Sept., 2009[18]

1. "I Gotta Feeling (David Guetta's FMIF Remix)" – 6:12
2. "I Gotta Feeling (Printz Board vs. Zuper Blahq Remix)" – 5:04
3. "I Gotta Feeling (Laidback Luke Remix)" – 6:28
4. "I Gotta Feeling (Zuper Blahq Remix)" – 5:48
5. "I Gotta Feeling (Taboo's Broken Spanglish Remix)" – 4:51

## Listas

### Lista de Posiciones
| Lista (2009)                    | Posición más alta |
| ------------------------------- | ----------------- |
| Argentina                       | 1                 |
| Australian ARIA Singles Chart   | 1                 |
| Austria Singles Chart           | 1                 |
| Bélgica Ultratop (Flandes)      | 1                 |
| Bélgica Ultratop (Valonia)      | 1                 |
| Canadian Hot 100                | 1                 |
| Hit Listen Dinamarca            | 1                 |
| Dutch Top 40                    | 1                 |
| España                          | 1                 |
| Eurochart Hot 100 Singles       | 1                 |
| Billboard Hot 100 EE. UU.       | 1                 |
| Billboard Pop 100 EE. UU.       | 1                 |
| Billboard Canciones Pop EE. UU. | 1                 |
| Billboard Hot 100 Latin Songs   | 1                 |
| Finlandia                       | 1                 |
| Disque en France                | 1                 |
| Germania                        | 1                 |
| Irish Singles Chart             | 1                 |
| Israel                          | 1                 |
| Italia                          | 1                 |
| Japan Hot 100                   | 1                 |
| México Top 100 Singles          | 1                 |
| N. Zelanda                      | 1                 |
| Noruega                         | 1                 |
| R.Unido                         | 1                 |
| R&B Chart, R.Unido              | 1                 |
| Slovakia                        | 1                 |
| Suecia                          | 1                 |
| Schweizer Hitparade             | 1                 |
| Turquía Top 20                  | 1                 |

## Certificaciones
| País                     | Certificación          |
| ------------------------ | ---------------------- |
| Alemania                 | Platino                |
| Australia                | 5× Platino             |
| Bélgica                  | Platino                |
| Chile                    | Platino                |
| Canadá                   | 7x Platino(Digital)    |
| Dinamarca                | Platino                |
| España                   | 3× Platino             |
| Francia                  | Platino                |
| Grecia                   | Oro                    |
| Italia                   | 2× Platino             |
| Japón (tonos de llamada) | Platino                |
| Nueva Zelanda            | 3× Platino             |
| Suecia                   | Platino                |
| Suiza                    | 2× Platino             |
| Reino Unido              | 2× Platino             |
| Estados Unidos           | Diamante (10x Platino) |

### Canción del año

#### 2009
| Lista                     | Posición |
| ------------------------- | -------- |
| Australian Singles Chart  | 1        |
| Canadian Hot 100          | 1        |
| Dutch Singles Chart       | 1        |
| French Singles Chart      | 1        |
| German Singles Chart      | 1        |
| Hungría                   | 2        |
| New Zealand Singles Chart | 1        |
| España                    | 5        |
| Swedish Singles Chart     | 7        |
| Swiss Singles Chart       | 7        |
| U.S. Billboard Hot 100    | 4        |
| UK Singles Chart          | 1        |

#### 2010
| Lista                | Posición |
| -------------------- | -------- |
| Australia (ARIA)     | 5        |
| Austria              | 8        |
| Bélgica(Flandes)     | 9        |
| Bélgica (Valonia)    | 6        |
| Canadian Hot 100     | 10       |
| Dutch Singles Chart  | 7        |
| European Hot 100     | 1        |
| Alemania             | 46       |
| Hungría              | 1        |
| Italia               | 39       |
| España               | 27       |
| Swiss Singles Chart  | 17       |
| US Billboard Hot 100 | 29       |

### Canción de La Década
| Lista (2000–2009)              | Posición |
| ------------------------------ | -------- |
| ARIA Singles Chart (Australia) | 3        |
| Francia                        | 3        |
| Sudamérica                     | 1        |
| United Kingdom Chart           | 10       |
| U.S. Billboard Hot 100         | 5        |

## Sucesiones
| Predecesor: "Boom Boom Pow" de The Black Eyed Peas | Billboard Hot 100 — Sencillo N.º 1 11 de julio de 2009 — 23 de octubre de 2009 | Sucesor: "3" de Britney Spears |

| Predecesor: "Boom Boom Pow" de The Black Eyed Peas | Canadian Hot 100 — Sencillo N.º 1 | Sucesor: "3" de Britney Spears |

| Predecesor: "Boom Boom Pow" de The Black Eyed Peas | UK Singles Chart — Sencillo N.º 1 | Sucesor: "3" de Britney Spears |

| Predecesor: "Poker Face" de Lady Gaga | Israeli Singles Chart — Sencillo N.º 1 | Sucesor: "3" de Britney Spears |

| Predecesor: "Boom Boom Pow" de The Black Eyed Peas | ARIA Singles Chart — Sencillo N.º 1 | Sucesor: "Love Game" de Lady Gaga |

| Predecesor: "Boom Boom Pow" de The Black Eyed Peas | German Singles Chart — Sencillo N.º 1 | Sucesor: "Love Game" de Lady Gaga |

| Predecesor: "Boom Boom Pow" de The Black Eyed Peas | French Singles Chart — Sencillo N.º 1 | Sucesor: "3" de Britney Spears |

| Predecesor: "Boom Boom Pow" de The Black Eyed Peas | Japan Hot 100 — Sencillo N.º 1 | Sucesor: "Down" de Jay Sean con Lil Wayne |

| Predecesor: "Boom Boom Pow" de The Black Eyed Peas | Bélgica — Sencillo N.º 1 | Sucesor: "Love Game" de Lady Gaga |

| Predecesor: "Boom Boom Pow" de The Black Eyed Peas | Finnish Singles Chart — Sencillo N.º 1 | Sucesor: "3" de Britney Spears |

| Predecesor: "Boom Boom Pow" de The Black Eyed Peas | Argentina — Sencillo N.º 1 | Sucesor: "3" de Britney Spears |

| Predecesor: "Boom Boom Pow" de The Black Eyed Peas | FIMI — Sencillo N.º 1 | Sucesor: "Down" de Jay Sean con Lil Wayne |